# Župan (Federacija Bosne i Hercegovine)
Župan, guverner ili predsjednik županije je bio najviši nositelj izvršne vlasti županijama Federacije BiH od njihovog osnivanja 1996., do ukidanja dužnosti 2002., te jedan od nositelja izvršne vlasti uz predsjednika županijske vlade i, tamo gdje je postojao, zamjenika župana.
Tamo gdje je postojala dužnost zamjenika župana, župan i njegov zamjenik rotirali su se na dužnosti svake godine. Župan i zamjenik župana mijenjali su se svake dvije godine, a uzastopno biranje nije bilo moguće.

## Biranje
Biranje župana, odnosno njegovog zamjenika (ako ga je bilo), razlikovalo se s obzirom na to je li županija jednonacionalna ili višenacionalna.
U jednonacionalnim županijama, župana je birala županijska skupština većinom glasova. Ako bi župan bio izabran iz reda zastupnika skupštine, prestajao bi mu zastupnički mandat. Bio je biran na dvije godine, s najviše na dva uzastopna mandata. Ako bi mjesto župana bilo upražnjeno, skupština je bila dužna u roku od 30 dana izabrati novog. U slučaju da župan nije bio u mogućnosti obavljati svoje dužnosti, njegove poslove preuzeo bi predsjednik skupštine.
U županijama višenacionalnog sastava, u izboru župana i zamjenika župana, klub hrvatskih zastupnika i klub bošnjačkih zastupnika odvojeno su kandidirali po jednu osobu. Izbor župana i zamjenika župana zahtijeva prihvaćanje oba kandidata zajednički većinom glasova hrvatskih zastupnika i većinom glasova bošnjačkih zastupnika. Ako zajednička kandidatura ne dobije potrebnu većinu, klubovi će ponovo razmotriti kandidaturu za župana i zamjenika župana. Župan i njegov zamjenik mogli su se birati na najviše dva uzastopna mandata. Ovaj sustav biranja imale su Hercegovačko-neretvanska županija i Županija Središnja Bosna. Za razliku od Ustava Hercegovačko-neretvanske županije, Ustav Županije Središnje Bosne nije propisao da župan ne smije biti istovremeno iz istog konstitutivnog naroda kao predsjednik skupštine ili predsjednik vlade.
Skupština je u svim županijama župana (i njegovog zamjenika ako ga je bilo) smjenjivala dvotrećinskom većinom, s tim da je u županijama višenacionalnog sastava, bila potrebna suglasnost većine hrvatskog i bošnjačkog kluba zastupnika. Ustav Bosansko-podrinjske županije Goražde i Zeničko-dobojske županije propisao je da je predsjednik županije mogao biti smijenjen ako prekrši zakletvu ili je iz drugih razloga bio nedostojan vršenja te dužnosti.
U slučaju da župan nije bio u mogućnosti obavljati svoju dužnost, klub zastupnika u županijskog skupštini koji ga je birao, ponovno je kandidirao kandidata u roku od 30 dana. Ako bi oba mjesta, župana i njegovog zamjenika ostala upražnjena, njihove dužnosti bi za potrebno vrijeme preuzeo predsjednik županijske skupštine.

## Nadležnosti
Nadležnosti župana razlikovale su se od županije do županije. Međutim, postoje neke nadležnosti koje su bile zajedničke svim županijama.
- imenovanje županijske vlade
- predlaganje sudaca županijskih sudova,
- proglašavanje zakona koje donosi skupština,
- potpisivanje međunarodnih sporazuma u ime županije,
- davanje pomilovanja za djela utvrđena županijskim zakonom, osim za ratne zločine, zločine protiv čovječnosti i genocida,
- podnošenje zahtjeva Ustavnom sudu Federacije BiH, u skladu s Ustavom FBiH,
- razmatranje izvješća ombudsmana (uz osiguravanje uvjeta za njihov rad [HBŽ, ŽSB, ŽP, ŽZH]; uz osiguranje suradnje tijela županije s ombudsmanima [HNŽ]; uz osiguranje poduzimanja potrebnih mjera u zaštiti ljudskih prava i sloboda [BPŽG]),
- briga o ostvarivanju suradnje s tijelima Federacije,
- provedbu politike i izvršavanje propisa županije uključujući osiguranje izvršavanja odluke županijskih sudova i sudova Federacije,
- poslovi koje mu povjeri skupština [HBŽ, ŽP, ŽZH],uz druga pitanja utvrđena ustavom i zakonom županije [HNŽ] ili drugi poslovi utvrđeni ustavom i zakonima županije [BPŽG].

Bosansko-podrinjska županija Goražde
Uz zajedničke nadležnosti svim županima (predsjednicima županija), Ustav Bosansko-podrinjske županije Goražde propisao je da predsjednik županije ima nadležnost za:
- osiguravanje suradnju sa saveznim tijelima i tijelima Federacije BiH,
- odlučivanje o uporabi policijskih snaga u posebnim okolnostima kao što su neposredna ratna opasnost, ratno stanje, izvanredne situacije izazvane prirodnim ili drugim katastrofama;
- predlaganje donošenja propisa iz nadležnosti skupštine,
- predlaganje proračuna županije i instrumenata neophodnih za njegovo izvršavanje;
- predlaganje mjera gospodarske i razvojne politike županije;
- potpisivanje akata kojima se vrši proglašenje ustava, zakona/ukaza, uredbi ili odluka o proglašenju stavke i zakona;

Hercegovačko-neretvanska županija i Županija Središnja Bosna
Župan je u Hercegovačko-neretvanskoj županiji i Županiji Središnjoj Bosni imao i ograničene zakonodavne ovlasti. Mogao je, uz suglasnost zamjenika župana, kada utvrdi da skupština nije u mogućnosti donijeti propis, utvrditi prijedlog tog propisa i uputiti ga županijskoj vladi da ga donese u roku od sedam dana.
Župan i njegov zamjenik predstavljali su županiju. Uz zajedničke nadležnosti, u Hercegovačko-neretvanskoj županiji župan je bio nadležan i za davanje preporuka i inicijativa iz oblasti županijskog zakonodavstva. Uz suglasnost zamjenika župana imenovao je i smjenjivao županijsku vladu i predlagao amandmane na županijske ustave. U Županiji Središnjoj Bosni, župan je imao nadležnost donošenja ukaza o proglašenju zakona nakon što ih izguasuje skupština.
U Hercegovačko-neretvanskoj županiji i Županiji Središnjoj Bosni postojao je i zamjenik župana. U Hercegovačko-neretvanskoj županiji, zamjenik župana bio je nadležan za:
- zamjenjivanje župana u slučajevima navedenim ustavom,
- djelovanje s županom u skladu s ustavom,
- izvršavanje ovlaštenja povjerenih od župana ili županijske skupštine,
- pomaganje županu u provođenju i politike izvršavanja županijskih propisa.

U Županiji Središnjoj Bosni, zamjenik župana bio je nadležan za:
- zamjenjivanje župana u slučajevima navedenim ustavom,
- suradnju sa županom u onim situacijama u kojima je potrebno da župan zatraži njegovu suglasnost,
- izvršavanje onih dužnosti povjerenih od župana ili sabora (skupštine).

Ustav Županije Središnje Bosne propisao je da je župan za imenovanje vlade, uz suglasnost sa zamjenikom župana, trebao obaviti i konzultacije s predsjednikom vlade, odnosno mandatarom za njezin sastav. Također je, uz suglasnost zamjenika župana i na prijedlog predsjednika vlade, mogao smijeniti pojedine ministre u vladi.
Hercegbosanska županija, Županija Posavska i Županija Zapadnohercegovačka
Uz zajedničke nadležnosti, župan Hercegbosanske županije, Županije Posavske i Županije Zapadnohercegovačke imao je nadležnost potpisivati zakona županijske skupštine. Vladu je imenovao uz suglasnost skupštine, a pojedine ministre mogao je smjenjivati uz suglasnost predsjednika vlade. Mogao je, ako bi to odlučila skupština, biti i predsjednik vlade.
Ustav Županije Zapanohercegovačke dalje je odredio da ako župan bude imenovan i predsjednikom vlade, onda skupština, na prijedlog župana kao mandatara, bira vladu.
Ustavi Hercegbosanske, Posavske i Zapadnohercegovačke županije uredili su mogućnost da župan u prijelaznom razdoblju, odnosno dok se ne imenuje predsjednik vlade, obavlja njegove dužnosti, a da skupština, uz suglasnost župana kao mandatara, bira vladu.
Zeničko-dobojska županija
Ustav Zeničko-dobojskoj županije podrobnije je razradio nadležnost predsjednika županije da "podnosi zahtjeve Ustavnom sudu Federacije BiH, u skladu s Ustavom FBiH. Pa tako nabraja da je predsjednik županije nadležan za:
- podnošenje zahtjeva Ustavnom sudu FBiH, radi utvrđivanja je li je ustav županije, predloženi zakon ili zakon koji je usvojila skupština u skladu s Ustavom FBiH,
- podnošenje zahtjeva Ustavnom sudu FBiH radi utvrđivanja je li je predloženi ili usvojeni propis koji donosi tijelo županije ili općinske vlasti u skladu s Ustavom FBiH.

Također, Ustav Zeničko-dobojske županije propisao je da predsjednik županije ima nadležnost da predsjedava sjednicama vlade, a u svojoj odsutnosti ovlašćuje ministra koji će predsjedavati sjednicama vlade.
Nadalje, Ustav Zeničko-dobojske županije propisao je i odgovornosti predsjednika županije za:
- provođenje politike i izvršavanje županijskih propisa uključujući osiguranje izvršavanja odluka županijskih i federalnih sudova (u drugim županijskim ustavima, ova se odredba nalazi u nadležnostima, a ne odgovornostima),
- predlaganje i davanje preporuka iz oblasti županijskog zakonodavstva,
- pripremanje proračunskih prijedloga Skupštini, i
- druga pitanja utvrđena ovim Ustavom i Zakonom Kantona.

Predsjednik županije bio je ovlašten smijeniti ministre bez ičije suglasnosti.
Ustav Zeničko-dobojske županije također je odredio da predsjednik županije može obavljati dužnosti predsjednika vlade u prijelaznom razdoblju, te u tom razdoblju imenovati ministre i predlagati sudce županijskog suda, što treba biti potvrđeno od strane županijske skupštine.